# Maurice Ascalon

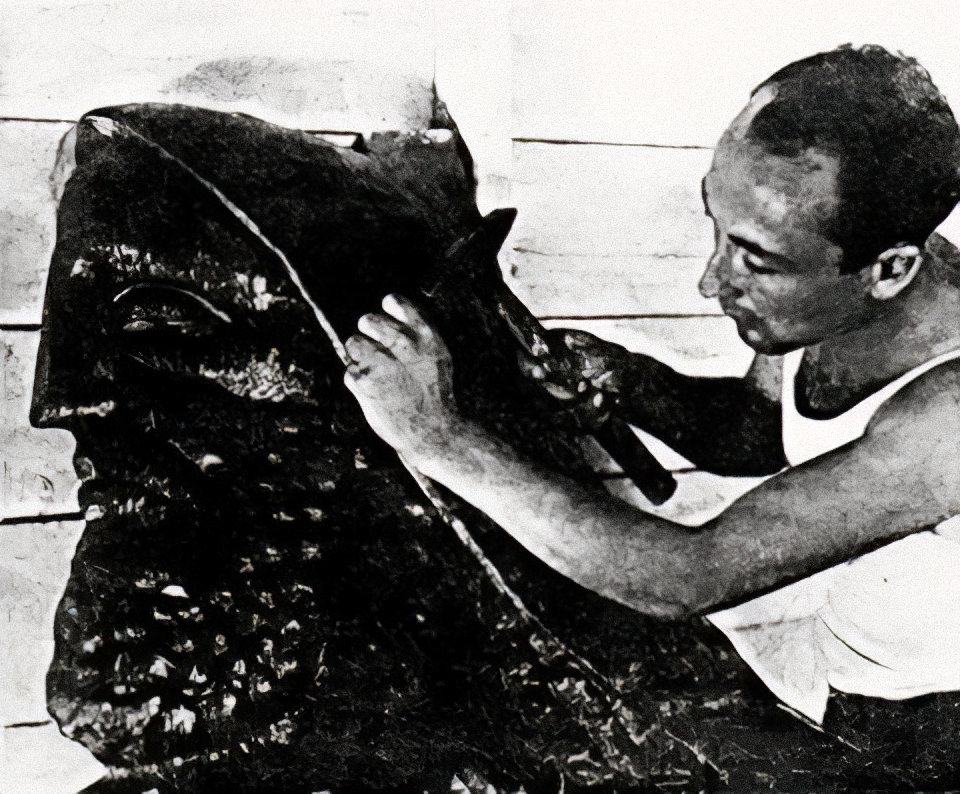
Maurice Ascalon bei der Bearbeitung von The Scholar, The Laborer, and The Toiler of the Soil für die Weltausstellung 1939

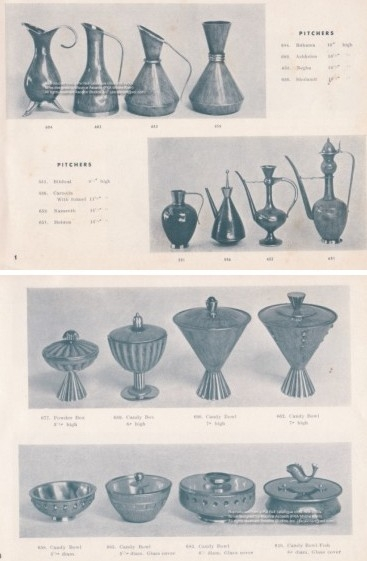
Pal-Bell, ca. 1948

Maurice Ascalon (hebräisch מוריס אשקלון; * 1913; † 2003) war ein israelischer Bildhauer und Künstler. Er gilt als der Vater der modernen israelischen Kunstbewegung.

## Leben
Maurice Ascalon wurde unter dem Namen Moshe Klein im Osten von Ungarn geboren. Schon seit frühester Jugend versuchte er seine künstlerischen Sehnsüchte umzusetzen, obwohl er dadurch gezwungen war, seinen streng-religiösen Wurzeln (Chassidismus) zu entsagen. Künstlerische Betätigungen wurden in dem Shtetl, in dem er aufwuchs, missbilligt. Im Alter von 15 Jahren verließ Ascalon sein Elternhaus und zog nach Brüssel, um dort an der Academie des Beaux-Arts Kunst zu studieren. Sein tiefes Wissen in den Ritualen und Traditionen der jüdischen Zeremonien half ihm hier und auch später in seinen künstlerischen Bemühungen.
Nach seiner Ausbildung in Brüssel und später in Mailand, emigrierte Ascalon 1934 nach Israel, wo er seine zukünftige Ehefrau Ziporah Kartujinsky traf, eine in Polen geborene Jüdin.
Im Jahr 1939 erschuf er das über vier Meter große gehämmerte Kupferrelief The Toiler of the Soil, the Laborer and the Scholar für den Jüdischen Pavillon der Weltausstellung in New York, mit dem das Konzept des modernen jüdischen Staates vorgestellt wurde. Die Skulptur befindet sich heute im Spertus Museum in Chicago.
In den späten 1930er Jahren gründete Ascalon eine Manufaktur in Israel, Pal-Bell, die Menorot aus Bronze und Messing herstellte. Diese und andere jüdische Kunstwerke wurden mit großem Erfolg in die ganze Welt exportiert.
Viele von Ascalons Arbeiten – einige im Stil des Art déco, andere eher traditionell – tragen eine gewollte künstliche Alterung in Form einer grünen Patina. Diese Technik, die er in das israelische Metallhandwerk einführte, ist auch heute noch ein Markenzeichen der Handwerksindustrie Israels.
Während des Unabhängigkeitskrieges 1948 wurde Ascalon durch die Regierung verpflichtet, in seiner Firma Munition für die Armee herzustellen und neue Munitionsarten zu entwickeln. Aufgrund dieser Erfahrungen emigrierte Ascalon 1956 in die Vereinigten Staaten.
In den ersten Jahren in den USA lebte Ascalon in New York und Los Angeles. Er erlangte große Anerkennung für seine Arbeiten als Silberschmied und lehrte eine Zeit lang Bildhauerei an der Jüdischen Universität in Los Angeles.
In den späten 70er Jahren zog Ascalon in die Umgebung von Philadelphia und gründete die Ascalon Studios. Seine Firma wurde bekannt für standortspezifische Kunst auf öffentlichen Plätzen und in Kirchen und hält diesen Ruf auch heute unter der Leitung seines Sohnes David Ascalon aufrecht.
Im August 2003, wenige Monate nach seinem 90. Geburtstag, starb Maurice Ascalon an den Folgen der Parkinson-Krankheit in Cuernavaca, Mexiko.
Maurice Ascalons Vermächtnis beinhaltet viele Installationen in den ganzen Vereinigten Staaten, Mexiko und Israel. Seine Arbeiten wurde ausgestellt in vielen Museen, darunter dem Jüdischen Museum New York, dem Museum für Amerikanisch-Jüdische Geschichte in Philadelphia, dem Spertus-Museum in Chicago und der Jüdischen Universität in Los Angeles.